# Anna Hierta-Retzius
Anna Wilhelmina Hierta-Retzius (1841–1924), est une philanthrope suédoise, militante pour les droits des femmes.